# To jest twój nowy syn
To jest twój nowy syn – polska satyryczna miniatura fabularna z 1967 w reżyserii Jerzego Zarzyckiego.

## Główne role
- Danuta Szaflarska – Wiktoria, matka Ali
- Krystyna Sienkiewicz – Ala, żona trzech mężów
- Wojciech Pokora – pierwszy mąż Ali, Wojtek Kobuz, tenisista stołowy
- Czesław Wołłejko – drugi mąż Ali, Roland „Żuczek”, inżynier cybernetyk
- Bogumił Kobiela – trzeci mąż Ali, aktor teatralny

## Fabuła
Wiktoria jest matką dwudziestoparoletniej studentki, Ali, która raz po raz wychodzi za mąż. Przedstawia zawsze swoich mężów matce, mówiąc „To jest twój nowy syn”. Matka, mimo początkowych oporów, przyzwyczaja się do nowych zięciów – kolejno: nieśmiałego sportowca, starszego od niej samej cybernetyka oraz nerwowego aktora. Niestety, małżeństwa jej córki nie trwają długo. 